# 양천군
양천군(陽川郡)은 지금의 서울특별시 양천구와 강서구의 1914년 이전의 행정구역이자 과거 경기도 중서부에 위치한 군이다. 양천군의 중심지는 현재의 강서구 가양동이었다.
백제·고구려 때는 제차파의현(齊次巴衣縣)이라 불렸고, 통일신라와 고려 때는 공암현(孔巖縣)으로 불렸다.

## 유래
백제 때의 제차파의(齊次巴衣)는 순우리말의 음을 따서 표기한 것이고, 통일신라 때의 공암(孔巖)은 이를 한역(漢譯)한 것으로 추정된다. 그렇다면 '파의(巴衣)'는 바위[巖]를 의미함이 분명하다.
'제차(齊次)'가 무엇을 뜻하는 말인지, '공(孔)'의 뜻과 어떤 관계가 있는지는 의견이 분분하다. 현재는 孔巖이라는 한자 표기만 좇아 '구멍바위'로 해석하는 게 일반적인데, 가양동에는 허가바위라는 바위굴이 있다.

## 역사
| Daedongyeojido (Gyujanggak) 13-05.jpg | Daedongyeojido (Gyujanggak) 13-04.jpg |
|                                       |                                       |

옛 양천군 지역은 서울특별시 강서구와 양천구가 되어 지금에 이른다.
- 백제 시대 : 제차파의현(齊次巴衣縣)이었다. 초기부터 백제의 세력권이었다.
- 757년(신라 경덕왕 16년) : 행정제도 개편으로 공암현(孔巖縣)으로 개칭된 후 율진군(栗津郡)의 영현이 되었다.
- 1018년(고려 현종 9년) : 수주(지금의 인천광역시 부평구)의 속현이 되었고, 고려 시대에 여러 이름으로 자주 바뀌었다.
- 1301년(충선왕 2년) : 치소가 지금의 강서구 가양동에서 양천구 신정3동 일대의 연의골(延義洞)로 옮기면서 현령이 파견되었고, 이때부터 양천현(陽川縣)으로 개칭되었다.
- 1414년(조선 태종 14년) : 금천현과 통합해 금양현(衿陽縣)으로 이름을 붙였다가, 2년 만에 재분할하였다.
- 1895년 : 23부제로 행정구역이 재편되면서 현(縣) 제도가 폐지되어 군(郡)으로 승격되었고, 인천부 관할 양천군이 되었다가 1년 만에 13도제가 실시되어 경기도 양천군이 되었다.
- 1914년 4월 1일 : 일제에 의한 행정구역 대개편으로 통진군과 함께 김포군에 편입되었고, 옛 양천군 산하의 5개면이 양동면과 양서면의 2면으로 통폐합되었다.
- 1936년 4월 1일 : 양동면 양화리가 경성부에 편입되었다.
- 1963년 1월 1일 : 서울특별시가 행정구획을 대거 확장하면서 양동면, 양서면 전체가 서울특별시 영등포구에 편입되어 양동출장소와 양서출장소가 설치되었다.[3]
- 1967년 12월 31일 : 양동출장소가 폐지되었다.
- 1977년 9월 1일 : 영등포구에서 강서구가 분구, 신설되었다.[4]
- 1988년 1월 1일 : 강서구에서 양천구가 분구, 신설되었다.

## 같이 보기
- 양천 허씨
- 김포시
- 강서구
- 양천구